# 江部淳夫

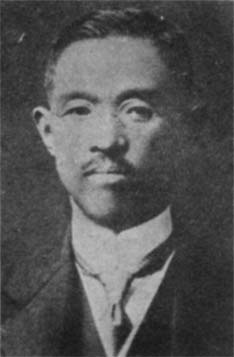
江部淳夫

江部 敦夫（えべ あつお、1877年4月 - 1923年12月4日）は、日本の教育者。旧制高知高等学校（現・高知大学）の初代校長を務めた。

## 来歴
新潟県北蒲原郡嘉山（現・新潟市北区）で生まれる。尋常小学校卒業後寺院に入ったが、後に京都市の真宗大学（現・大谷大学）に進学した。
1898年、早稲田中学校に転学、5年生に編入される。第一高等学校に進み、卒業時は川田順と同窓であった。1902年、東京帝国大学文科大学（現・東京大学文学部）社会学科に入学した。
東京帝大卒業後は文部省に入省、第五高等学校 (旧制)の教授や督学官などを歴任した後、1922年に創立（開校は翌年）した高知高等学校の初代校長に就任した。当時満46歳だった江部は、全国で最年少の高等学校長だった。1923年4月16日の第1回入学宣誓式で約200人の学生を前に訓辞し、その中の「感激あれ若人、感激なき人生は空虚の生活なり」という一節は学生たちに感銘を与えて長く語り伝えられた。しかしすでに喉頭結核に罹患していた江部は、同年12月に開校からの在任8か月で死去した。前記の訓辞などのエピソードから、「名物校長」として「神話化」とも評される扱いを受けた。